# Lacroix-Falgarde
 Lacroix-Falgarde  es una población y comuna francesa, en la región de Mediodía-Pirineos, departamento de Alto Garona, en el distrito de Toulouse y cantón de Castanet-Tolosan.

## Demografía
| 370 | 415 | 625 | 1148 | 1478 | 1485 |
| Para los censos de 1962 a 1999 la población legal corresponde a la población sin duplicidades (Fuente: INSEE [Consultar]) |     |     |      |      |      |